# Leichtathletik-Europameisterschaften 2002/4 × 100 m der Frauen

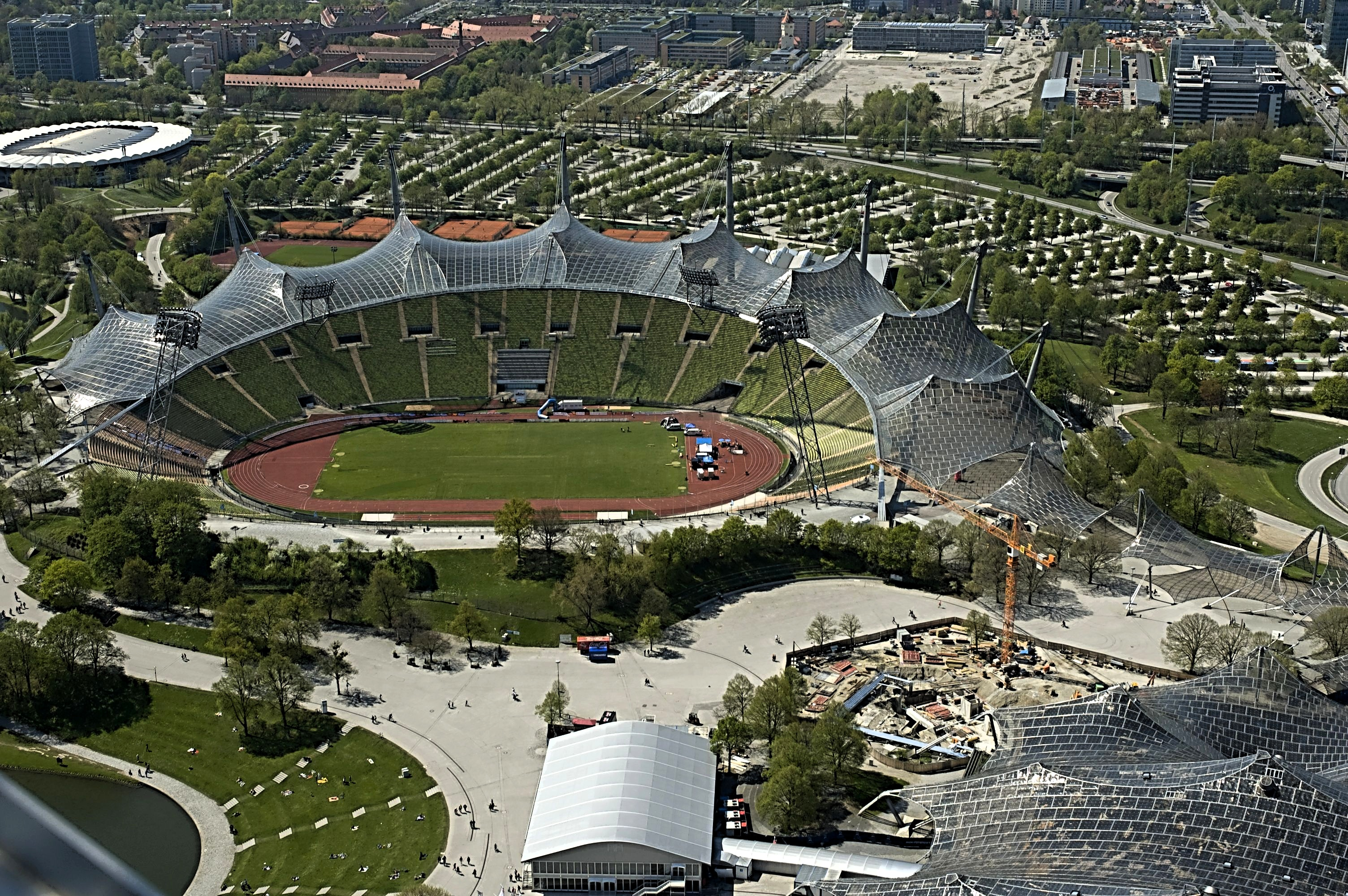
Das Olympiastadion in München von oben im Jahr 2009

Die 4-mal-100-Meter-Staffel der Frauen bei den Leichtathletik-Europameisterschaften 2002 wurde am 10. und 11. August 2002 im Münchener Olympiastadion ausgetragen.
Europameister wurde Frankreich in der Besetzung Delphine Combe, Muriel Hurtis, Sylviane Félix und Odiah Sidibé.
Den zweiten Platz belegte Deutschland mit Melanie Paschke, Gabi Rockmeier, Sina Schielke und Marion Wagner.
Bronze ging an Russland (Natalja Ignatowa, Julija Tabakowa, Irina Chabarowa, Larissa Kruglowa).

## Bestehende Rekorde
| Weltrekord           | 41,37 s | DDR (Gesine Walther, Sabine Rieger, Ingrid Auerswald, Marlies Göhr) | Canberra, Australien  | 1 6. Oktober 1985 |
| Europarekord         | 41,37 s | DDR (Gesine Walther, Sabine Rieger, Ingrid Auerswald, Marlies Göhr) | Canberra, Australien  | 1 6. Oktober 1985 |
| Meisterschaftsrekord | 41,68 s | DDR (Silke Möller, Katrin Krabbe, Kerstin Behrendt, Sabine Günther) | EM Split, Jugoslawien | 1. September 1990 |

Der bestehende EM-Rekord wurde bei diesen Europameisterschaften nicht erreicht. Die schnellste Zeit erzielte Europameister Frankreich im Finale mit 42,46 s, womit das Quartett 78 Hundertstelsekunden über dem Rekord blieb. Zum Welt- und Europarekord fehlten 1,09 s.

## Legende
| DNF | Wettkampf nicht beendet (did not finish) |

## Vorrunde
10. August 2002
Die Vorrunde wurde in zwei Läufen durchgeführt. Die ersten drei Staffeln pro Lauf – hellblau unterlegt – sowie die darüber hinaus zwei zeitschnellsten Teams – hellgrün unterlegt – qualifizierten sich für das Finale.

### Vorlauf 1
| Platz | Staffel        | Besetzung                                                                       | Zeit (s) |
| ----- | -------------- | ------------------------------------------------------------------------------- | -------- |
| 1     | Deutschland    | Melanie Paschke Gabi Rockmeier Sina Schielke Marion Wagner                      | 43,05    |
| 2     | Russland       | Natalja Ignatowa Julija Tabakowa Irina Chabarowa Larissa Kruglowa               | 43,57    |
| 3     | Italien        | Daniela Graglia Vincenza Cali Manuela Grillo Manuela Levorato                   | 43,74    |
| 4     | Polen          | Beata Makaruk Daria Onyśko Zuzanna Radecka (Vorlauf) Dorota Jędrusińska         | 43,97    |
| 5     | Spanien        | Carmen Blay Arantxa Reinares Concepción Montaner Glory Alozie                   | 44,32    |
| 6     | Großbritannien | Joice Maduaka Shani Anderson Amanda Forrester Abiodun Oyepitan                  | 44,45    |
| DNF   | Niederlande    | Joan van den Akker Jacqueline Poelman Pascal van Assendelft Kristel Spierenburg |          |

### Vorlauf 2
| Platz | Staffel      | Besetzung                                                                          | Zeit (s) |
| ----- | ------------ | ---------------------------------------------------------------------------------- | -------- |
| 1     | Frankreich   | Delphine Combe Muriel Hurtis Sylviane Félix Odiah Sidibé                           | 43,52    |
| 2     | Ukraine      | Iryna Koschemjakina Anschela Krawtschenko Jelena Pastuschenko Tetjana Tkalitsch    | 43,55    |
| 3     | Belgien      | Katleen De Caluwe Nancy Callaerts Élodie Ouédraogo Kim Gevaert                     | 43,57    |
| 4     | Belarus      | Julija Barzewitsch Natallja Abramenko Alena Neumjarschyzkaja Natallja Safronnikawa | 43,69    |
| 5     | Griechenland | María-Eléni Diakátou Magdaliní Padaléon Ólga Kaidantzí Georgia Kokloni             | 44,04    |
| 6     | Schweden     | Emma Reinas Jenny Kallur Susanna Kallur Lena Udd                                   | 44,33    |
| 7     | Österreich   | Bettina Müller Sandra Rehrl Manuela Witting Karin Mayr-Krifka                      | 45,05    |

## Finale
11. August 2002
| Platz | Staffel     | Besetzung | Zeit (s) |
| ----- | ----------- | --- | -------- |
| 1     | Frankreich  | Delphine Combe Muriel Hurtis Sylviane Félix Odiah Sidibé                                                           | 42,46    |
| 2     | Deutschland | Melanie Paschke Gabi Rockmeier Sina Schielke Marion Wagner                                                         | 42,54    |
| 3     | Russland    | Natalja Ignatowa Julija Tabakowa Irina Chabarowa Larissa Kruglowa                                                  | 43,11    |
| 4     | Belgien     | Katleen De Caluwe Nancy Callaerts Élodie Ouédraogo Kim Gevaert                                                     | 43,22    |
| 5     | Ukraine     | Iryna Koschemjakina Anschela Krawtschenko Jelena Pastuschenko Tetjana Tkalitsch                                    | 43,38    |
| 6     | Italien     | Daniela Graglia Vincenza Cali Manuela Grillo Manuela Levorato                                                      | 43,46    |
| 7     | Polen       | Beata Makaruk Daria Onyśko Agnieszka Rysiukiewicz (Finale) Dorota Jędrusińska im Vorlauf außerdem: Zuzanna Radecka | 43,96    |
| 8     | Belarus     | Julija Barzewitsch Natallja Abramenko Alena Neumjarschyzkaja Natallja Safronnikawa                                 | 44,34    |